# Маакри
Ма́акри (эст. Maakri) — микрорайон в районе Кесклинн города Таллина, столицы Эстонии.

## География

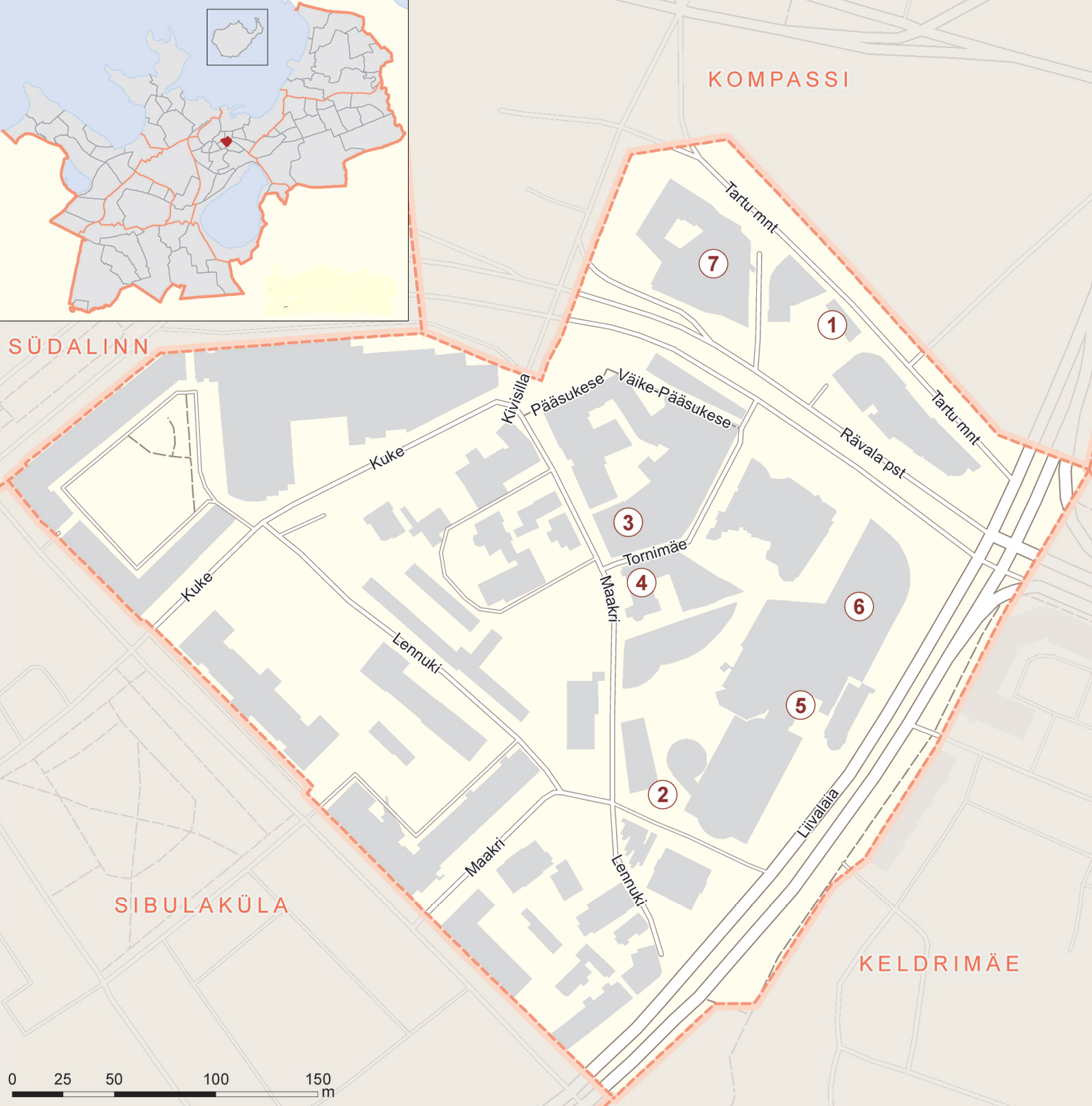
Карта микрорайона Маакри

Расположен в центральной части Таллина. Площадь — 0,13 км². Плотность населения на 1 января 2023 года — 8430,8 чел/км².

## Улицы
В Маакри проходят следующие улицы: Вяйке-Пяэсукезе, Кивисилла, Куке, Леннуки, Лийвалайа, Маакри, Пяэсукезе, бульвар Рявала, Тартуское шоссе и Торнимяэ. На юго-западе микрорайон граничит с улицей Антса Лаутера.

## Население
| Численность населения микрорайон Маакри на 1 января по данным Регистра народонаселения | Численность населения микрорайон Маакри на 1 января по данным Регистра народонаселения | Численность населения микрорайон Маакри на 1 января по данным Регистра народонаселения | Численность населения микрорайон Маакри на 1 января по данным Регистра народонаселения | Численность населения микрорайон Маакри на 1 января по данным Регистра народонаселения | Численность населения микрорайон Маакри на 1 января по данным Регистра народонаселения | Численность населения микрорайон Маакри на 1 января по данным Регистра народонаселения | Численность населения микрорайон Маакри на 1 января по данным Регистра народонаселения |
| 2008                                                                                   | 2010                                                                                   | 2011                                                                                   | 2012                                                                                   | 2013                                                                                   | 2014                                                                                   | 2015                                                                                   | 2016                                                                                   |
| -------------------------------------------------------------------------------------- | -------------------------------------------------------------------------------------- | -------------------------------------------------------------------------------------- | -------------------------------------------------------------------------------------- | -------------------------------------------------------------------------------------- | -------------------------------------------------------------------------------------- | -------------------------------------------------------------------------------------- | -------------------------------------------------------------------------------------- |
| 809                                                                                    | ↗915                                                                                   | ↗936                                                                                   | ↗940                                                                                   | ↘939                                                                                   | ↗979                                                                                   | ↗1020                                                                                  | ↗1042                                                                                  |
| 2017                                                                                   | 2018                                                                                   | 2019                                                                                   | 2020                                                                                   | 2021                                                                                   | 2022                                                                                   | 2023                                                                                   |                                                                                        |
| ↗1082                                                                                  | ↗1100                                                                                  | ↘1042                                                                                  | ↗1071                                                                                  | ↗1108                                                                                  | ↘1099                                                                                  | ↘1096                                                                                  |                                                                                        |

## История
Микрорайон и улица Маакри названы в честь семьи Маккеров (Macker), владевшей покрасочной мастерской, расположенной на грунте Маакри 23.

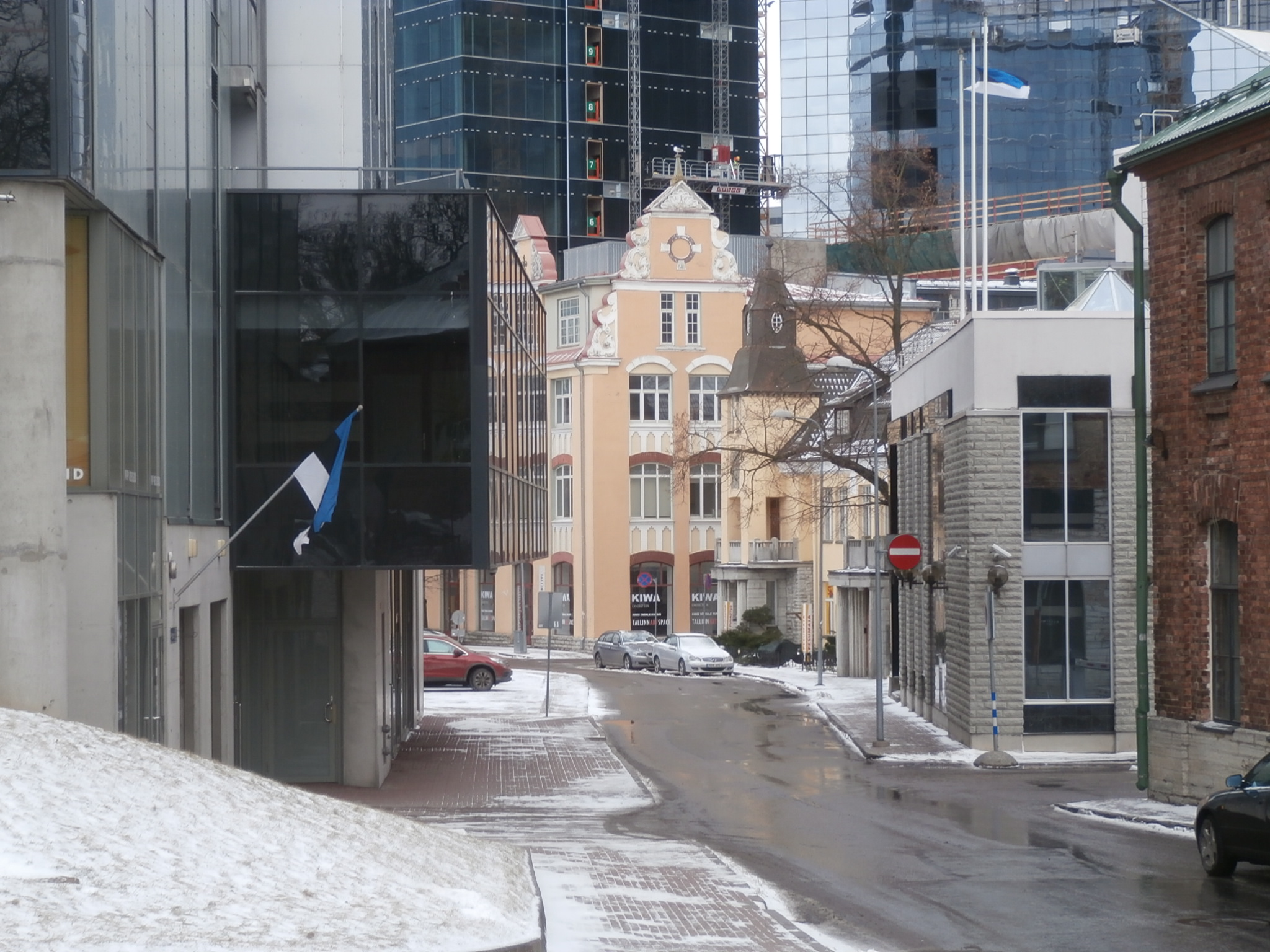
Улица Маакри

На территории нынешнего микрорайона Маакри, в начале Тартуского шоссе, находился Лепрозорий Святого Йоханнеса. Он был построен, вероятно, в 1230-х годах и включал водяную мельницу, которую позже назвали Яанивески. И мельница, и лепрозорий сгорели во время Ливонской войны, но после войны были восстановлены. Яанивески действовала как зерновая мельница даже в 1886 году, но затем была продана Эдуарду Йохансону, который основал Таллинскую бумажную фабрику (участок между улицами Маакри, Пабери и Торнимяэ). Бумажная фабрика прекратила свою деятельность в конце советской эпохи, и её участок был продан акционерному обществу «Stockmann».
После получения Эстонией независимости осенью 1991 года было принято решение о строительстве высотных зданий в расположенном в центре города историческом квартале Маакри — гостиниц, банков и жилых домов — с целью создания экономического и финансового центра Таллина — Tallinn City. В 2003 году было положено начало созданию здесь делового квартала «Маакри».

### Церковь-богадельня Святого Иоанна
В квартале расположена историческая богадельня церкви Святого Иоанна (эст. Jaani Seegi kirik). Расположенный здесь лепрозорий (лат. domus fratrum leprosorum sancti Johannis), (н.-нем. Sankt Johannis sekenhus) был упомянут в грамоте Вильгельма фон Модена в 1237 году. В XIV веке была построена часовня.
В 1559 году церковь и госпиталь-богадельня были разрушены во время Ливонской войны. В 1648 году и госпиталь, и церковь были заново отстроены. В 1724 году церковь расширили, в 1781 году отреставрировали колокольню над сводом западной стены. Колокола церкви датированы 1619 и 1731 годами.
Церковь в разрезе имеет трапециевидную форму. В противоположность к большинству христианских церквей дом божий ориентирован не с запада на восток, а с юго-востока (вход) на северо-запад (алтарь). Наружный облик и внутреннее убранство церкви очень скромное.
С начала 1990-х годов церковь принадлежит таллинской общине Армянской Апостольской церкви, церковный приход Святого Григория Просветителя.

## Учреждения и предприятия

«Swissôtel Tallinn»

- A. Lauteri tn 3 — Эстонская школа бизнеса (Estonian Business School);
- Liivalaia tn 45 — главный офис банка «Luminor»[14];
- Liivalaia tn 53 — универмаг торговой сети «Stockmann»[15];
- Tornimäe 7 — офисно-жилое здание Tornimäe elamu»[16];
- Maakri tn 30 — главный офис банка «Coop Pank»[17];
- Rävala pst 3 — 4-звёздочный отель «Radisson Blu Hotel»;
- Tartu mnt 10 — магазин торговой сети «Rimi»[18];
- Tartu mnt 18 — главный офис банка «Bigbank»[19];
- Tornimäe tn 2 — главный офис банка SEB[20];
- Tornimäe tn 3 — 5-звёздочный отель «Swissôtel Tallinn»[21].

## Общественный транспорт
По территории микрорайона курсируют  городские автобусы маршрутов № 2, 15, 39 и трамваи маршрутов № 2 и 4.

## Галерея
- Исторические здания

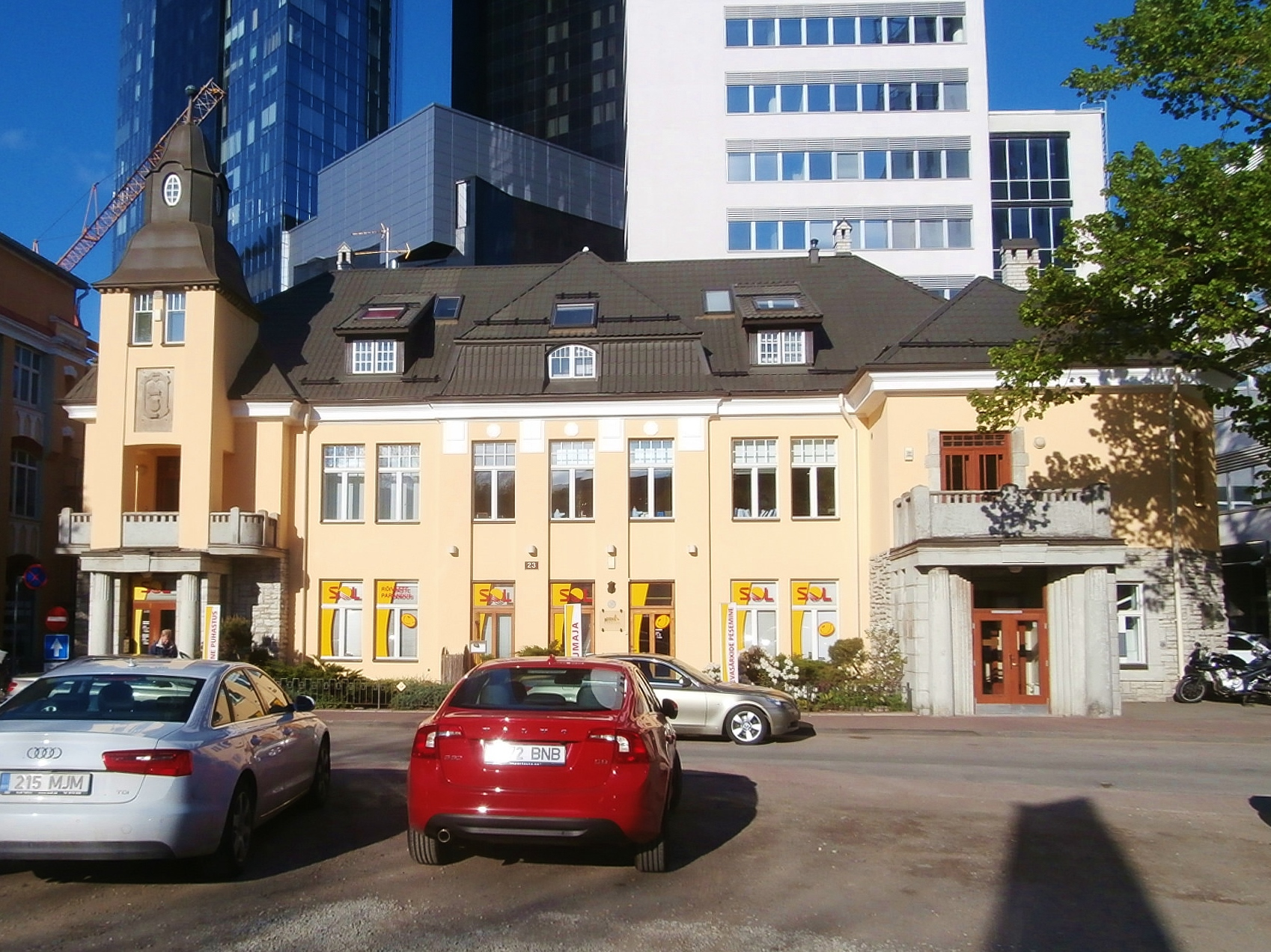
BirkHaus, улица Маакри 23 (памятник архитектуры)
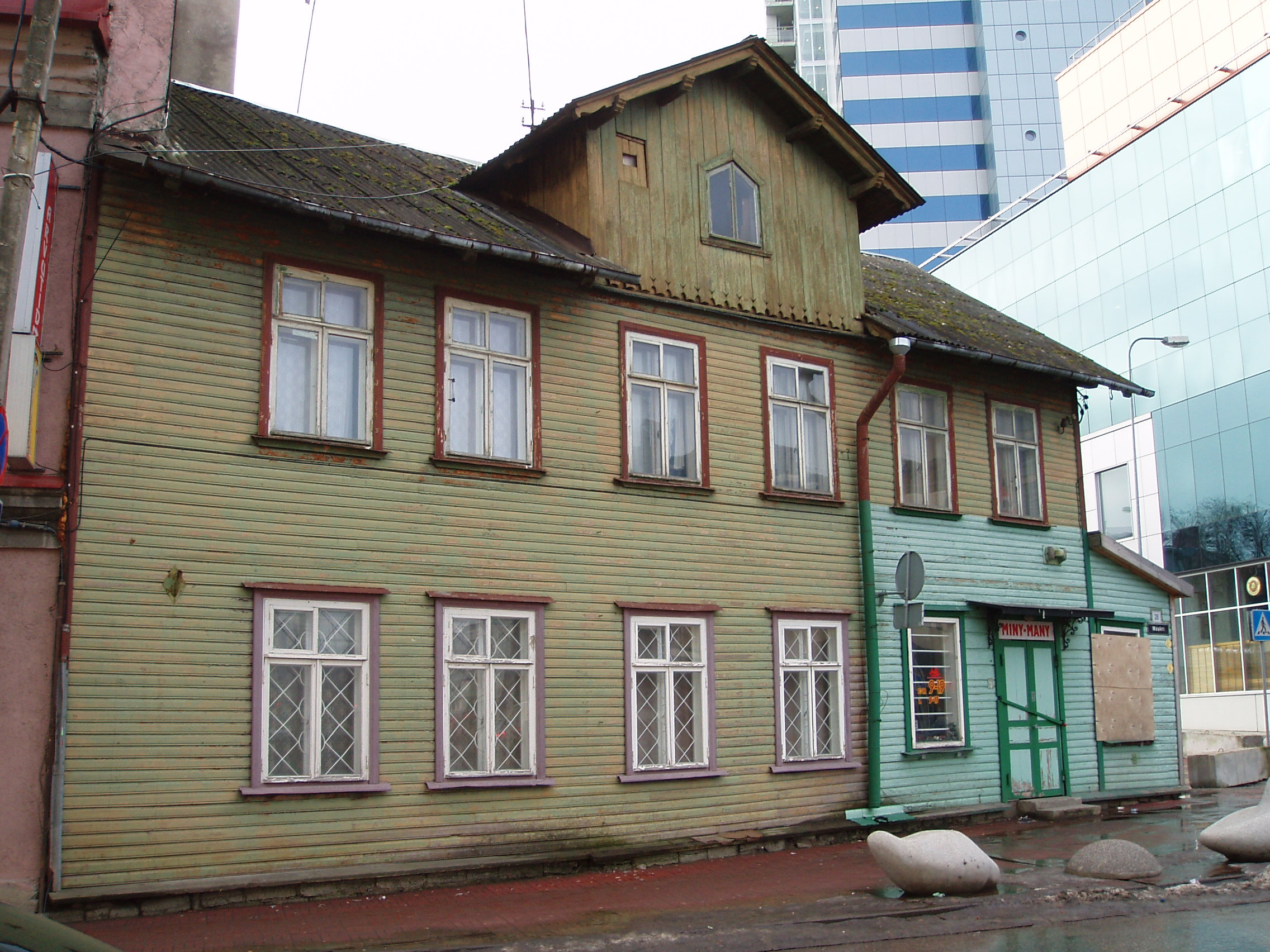
Бывшая кофейня “Miny-Many” на улице Маакри
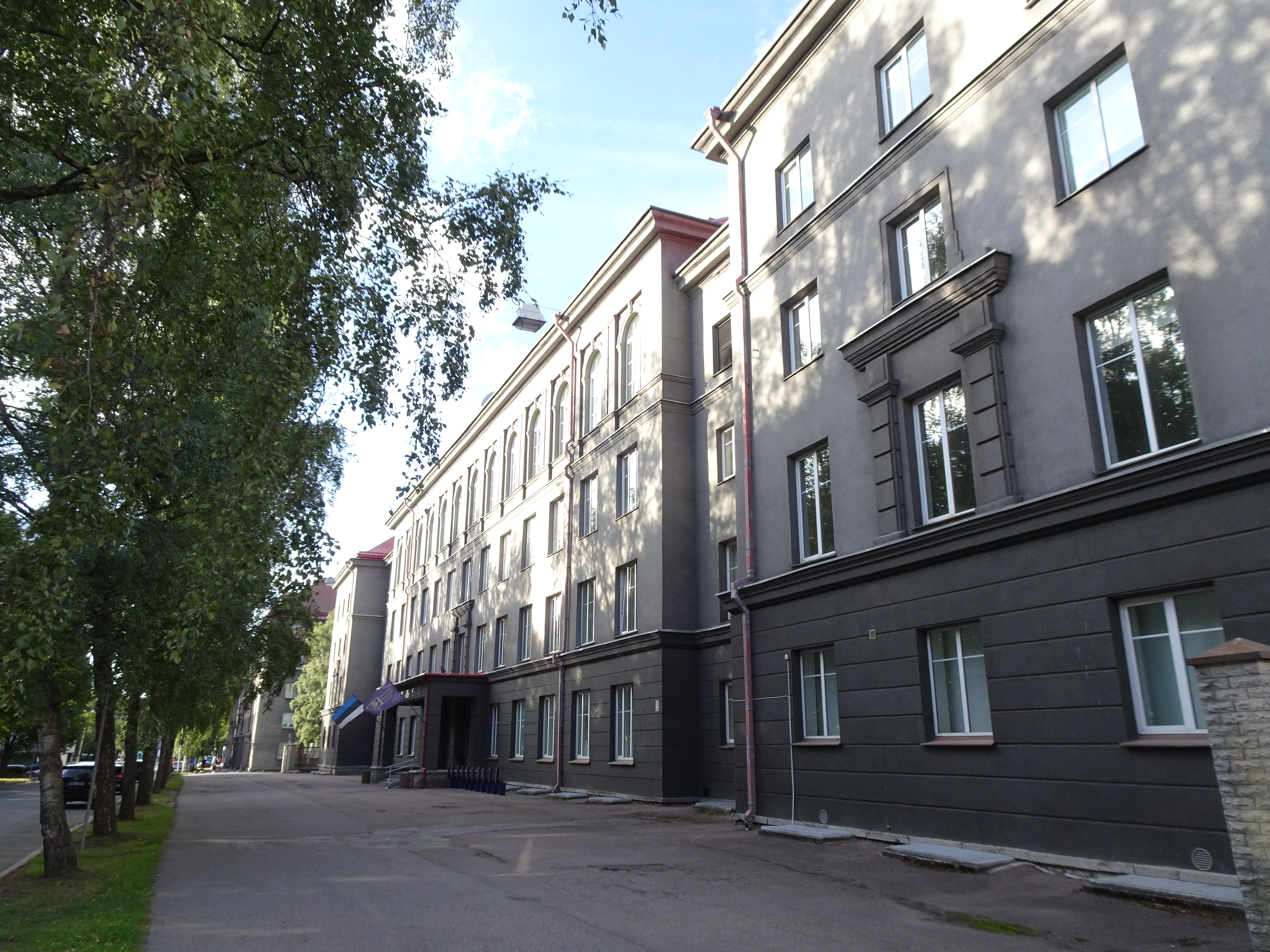
Estonian Business School, улица А. Лаутера 3
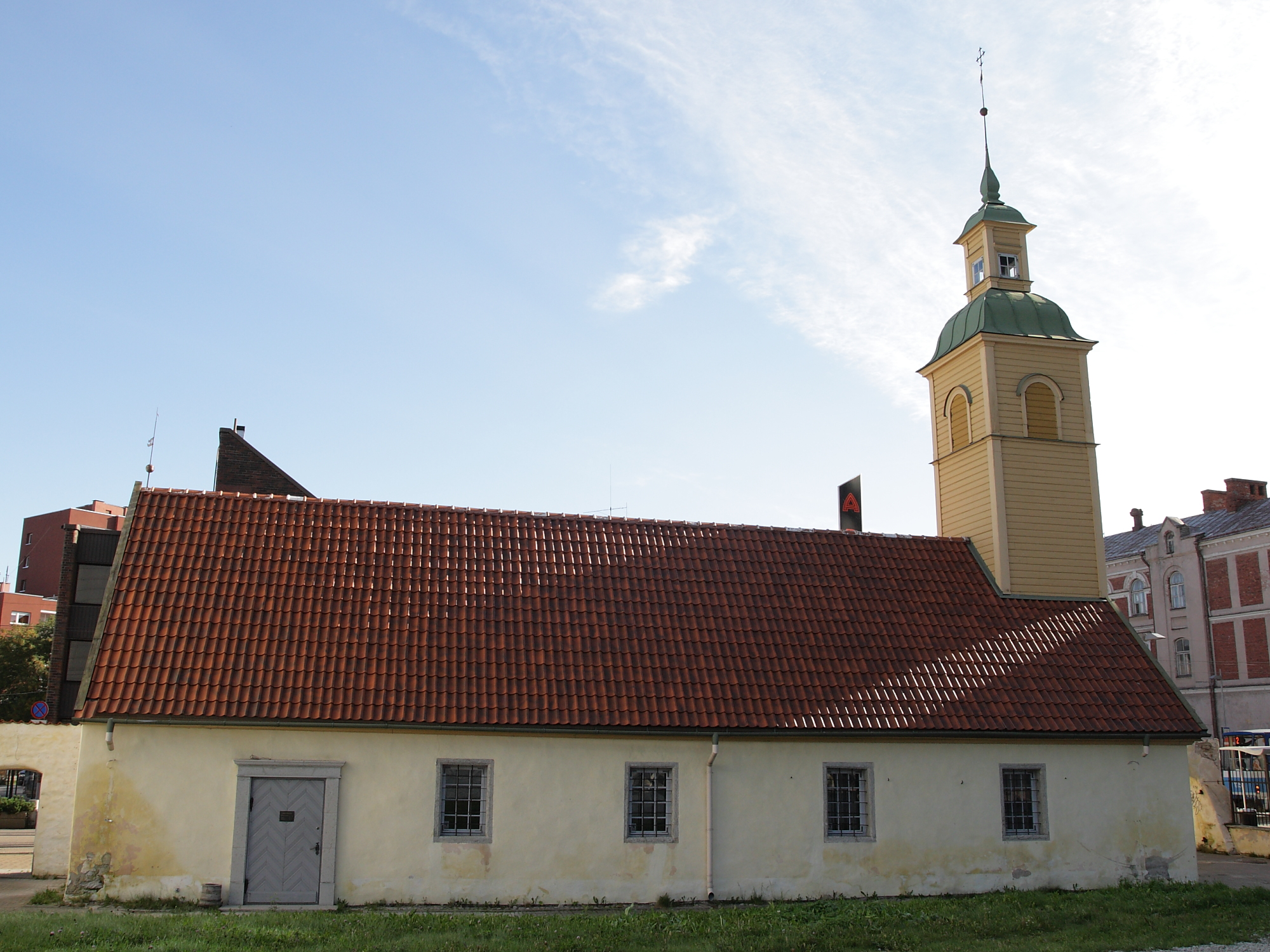
Армянская апостольская церковь
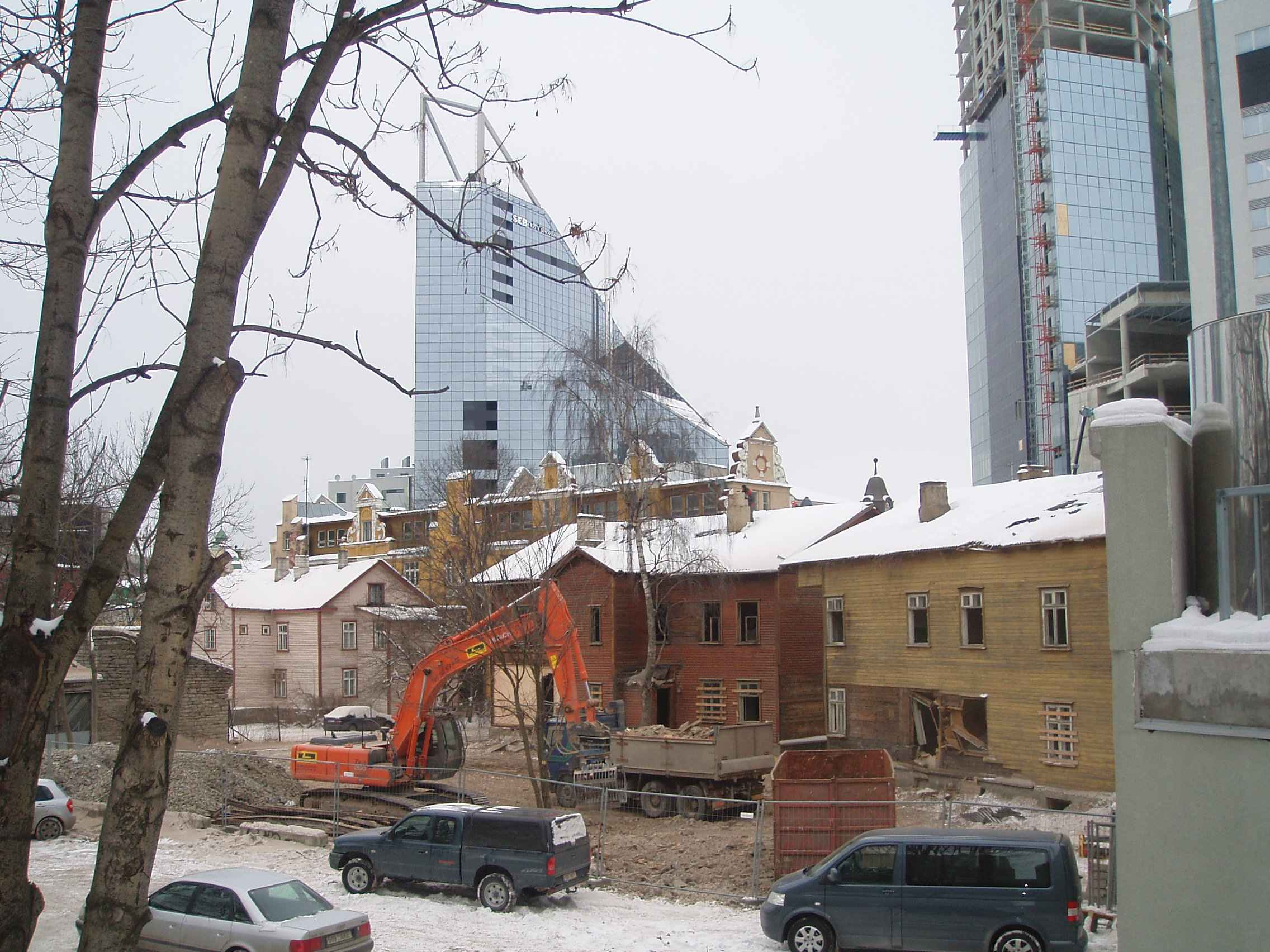
Снос исторической деревянной застройки на улице Маакри в 2006 году

- Новая архитектура (Tallinn City)

Nordea Maja
Tornimäe elamu (вид в 2009 году)
Бульвар Рявала
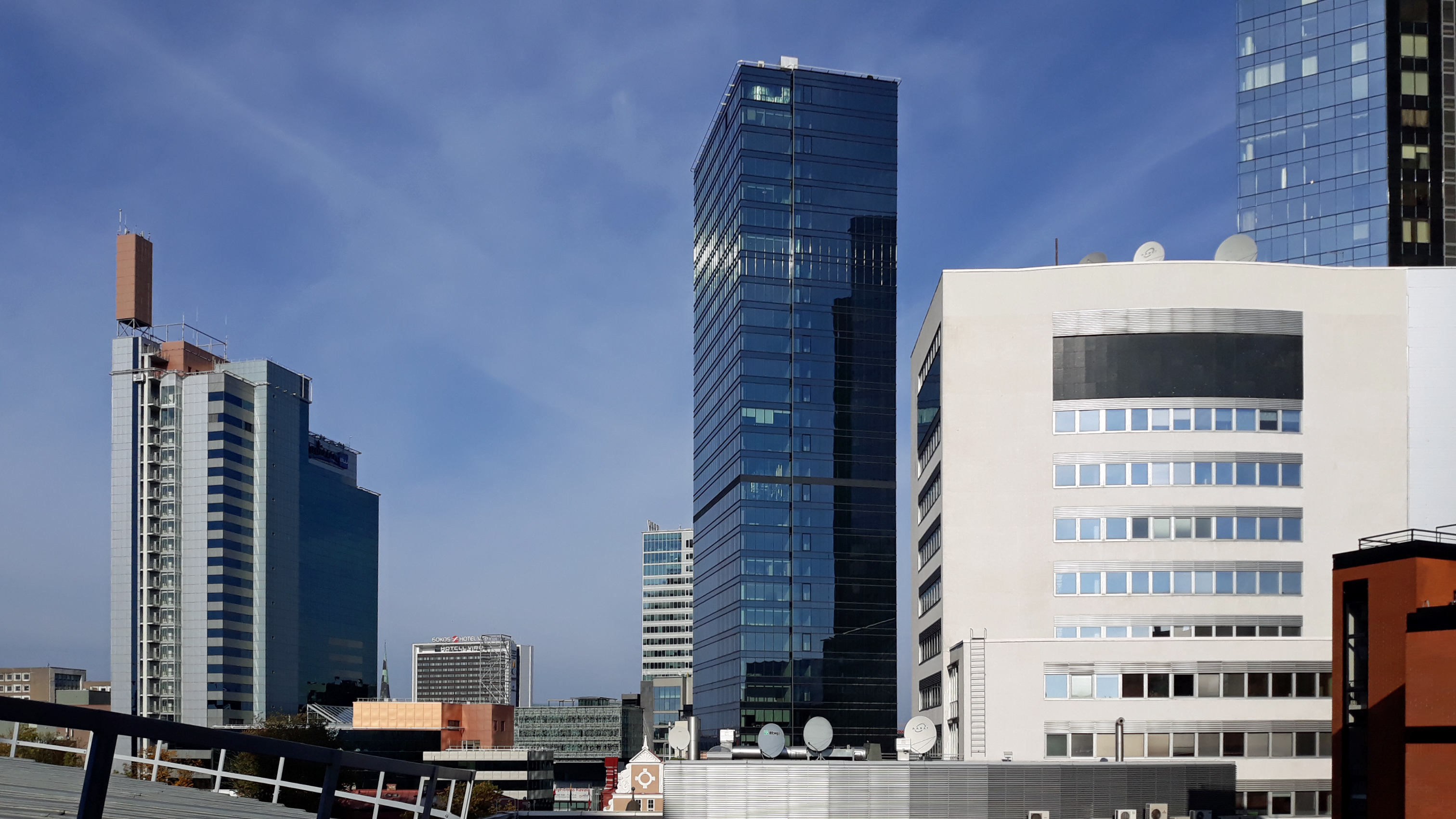
Высотки в Маакри, 2018 год
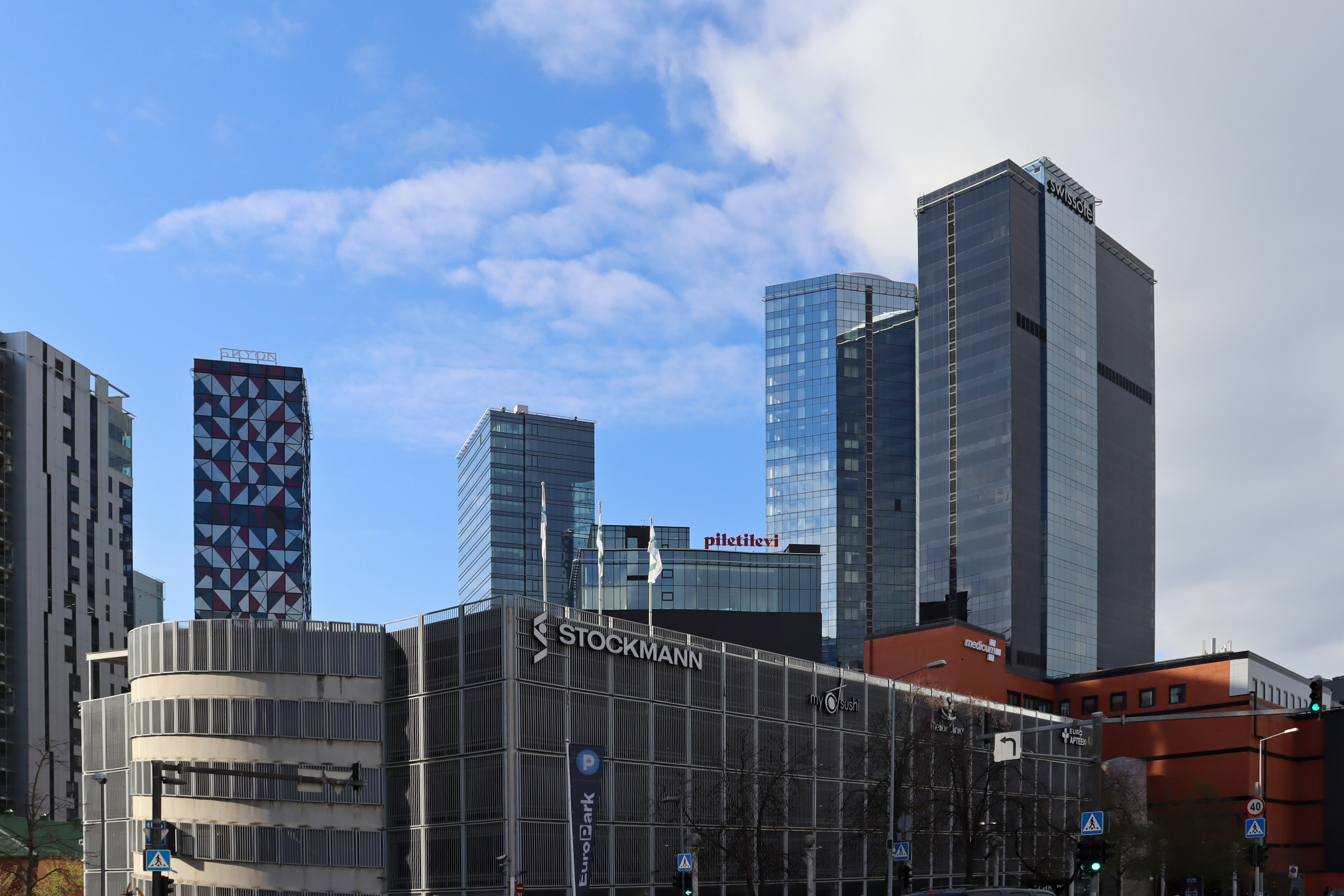
На заднем плане здания делового квартала «Маакри», 2024 год